# 却下
却下（きゃっか）とは、申立てや提案などを受け付けないことを一般に意味する。様々な制度で用いられるが、日本における法律用語としては、裁判所や審判機関が請求や申し立てを拒否する方式の1つを指す。以下では日本における法律用語としての却下について記載する。

## 概要
日本の民事訴訟においては、一般に当事者の求めを退ける裁判所または裁判官による判断のうち、実体的判断にもとづく本案の敗訴判決（＝棄却）以外のものをいう。
例えば
1. 訴訟要件を具備しないとして実体的判断に立ち入らず門前払いする場合（いわゆる門前払い判決、例：民事訴訟法140条）
2. 実体的判断の手続き中に訴訟手続に関する申立てを退ける場合（例：移送申立ての却下（民事訴訟法21条）、攻撃防御方法の却下（同157条）等）
3. 本案判決の実効性を確保するための保全命令（仮差押、仮処分）の申立てを退ける場合（民事保全法19条）

などがこれにあたる。
行政不服審査手続きにおいては、審査請求が不適法であるときは却下、理由がないときは棄却とされ（行政不服審査法40条）、裁決前の執行停止の申立て（行政不服審査法34条）に対し執行停止をしないと判断した場合は、上記の民事保全手続きと同様に却下の主文となる。
行政訴訟においては、上記の民事訴訟の場合に準じる（行政事件訴訟法7条）。
刑事訴訟においては、罪とならないときまたは犯罪の証明がないときは「無罪」が言い渡されるので（刑事訴訟法336条）罪の成否に関する棄却判決はなく、裁判権の欠缺、二重起訴、被告人の死亡等の場合に棄却がなされ（刑事訴訟法338条、339条）、訴訟手続上の各種の求めを退ける場合に却下がなされる（例：移送申立ての却下（刑事訴訟法19条）、保釈請求の却下（同92条）、証拠調べ請求の却下（同316条の5）、忌避申立の却下（同429条）など）。